# Lycianthes porterana
Lycianthes porterana är en potatisväxtart som beskrevs av D 'arcy. Lycianthes porterana ingår i Himmelsögonsläktet som ingår i familjen potatisväxter. Inga underarter finns listade i Catalogue of Life.